# Кутаєв Руслан Махамдійович
Руслан Махамдійович Кутаєв (нар. 20 вересня 1957) — чеченський державний та громадський діяч, обіймав різні посади у керівництві Чеченської Республіки Ічкерія. Пізніше президент громадської організації «Асамблея народів Кавказу».

## Життєпис
Руслан Кутаєв народився 20 вересня 1957 року в селі Ачхой-Мартан ЧІАССР. Кандидат філософських наук.
1993 року Кутаєв створив і очолив Партію національної незалежності Чеченської республіки. З вересня 1996 по січень 
1997 року обіймав посаду віцепрем'єра в уряді Чеченської республіки Ічкерія .
Після перемоги Аслана Масхадова на виборах президента Чеченської Республіки Ічкерія було призначено його помічником з особливих доручень. В уряді Масхадова був призначений на посаду віцепрем'єра у відносинах з Росією та країнами СНД .
Переслідуваний за антидержавну діяльність у Росії. Після арешту Кутаєва низка міжнародних організацій (Amnesty International, Human Rights Watch, Memorial) визнали його політичним в'язнем і вимагали його звільнення.